# Пчјовжа
Пчјовжа (рус. Пчёвжа) река је на северозападу европског дела Руске Федерације. Протиче преко територија Новгородске и Лењинградске области и десна је притока реке Волхов, те део басена реке Неве и Балтичког мора.
Река Пчјовжа свој ток започиње у изразито шумовитом подручју на североистоку Новгородске области, на подручју Љубитинског рејона. Укупна дужина водотока је 157 km, површина сливног подручја 1.970 km², а просечан проток на око 44 km узводно од ушћа је 12,2 m³/s. Најважније притоке су Рапља, Пожупинка, Солоница и Шуицкаја Дубња.
У горњем делу тока река је доста уска са ширином не већом од 8 метара, карактерише је брз и кривудав ток. Обале су доста ниске и замочварене, а у кориту је доста шљунковитог и стеновитог материјала. Због бројних тресава кроз које пролази вода је у том делу тока доста браонкаста.
Након што прими своју прву велику притоку Рапљу, река се шири до 40 метара, а брзина тока успорава. Обале су нешто издигнутије и обрасле су густим боровим шумама. У доњем делу тока поново тече преко мочварног и ниског земљишта.